# 三岔镇 (恩施市)
三岔镇是中华人民共和国湖北省恩施土家族苗族自治州恩施市下辖的一个镇。
2017年1月20日，湖北省民政厅批复同意撤销三岔乡，设立三岔镇。

## 行政区划
三岔镇下辖以下村级行政区划单位：
三岔口社区、王家村、燕子坝村、和湾村、水洞村、茴坝村、汾水村、鸦沐羽村、阳天坪村、梨子坝村、三元坝村、莲花池村和茅坝村。